# Wujing Zongyao

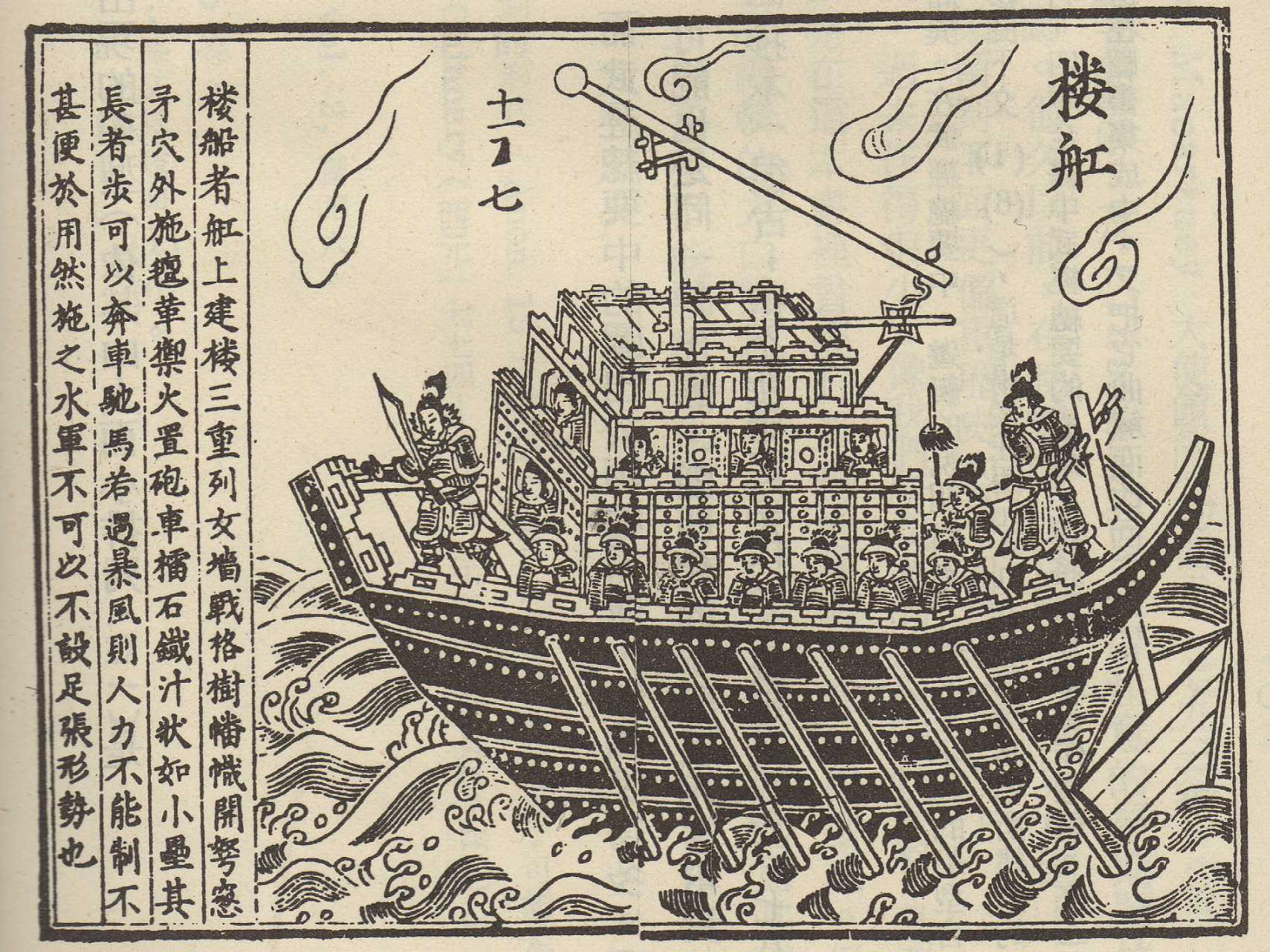
Uma tropa naval da Dinastia Sung com uma catapulta, ilustração do Wujing Zongyao.

Wujing Zongyao (chinês tradicional: 武经总要; pinyin: Wǔjīng Zǒngyào; Wade-Giles: Wu Ching Tsung Yao; literalmente "Coleção das Mais Importantes Técnicas Militares") é um manual chinês de artefatos militares datado de 1044 d.C. da dinastia Sung onde aparecem as primeiras referências escritas a fórmulas de pólvora. Mas, ao contrário das obras de outros grandes mestres chineses da estratégia, trata-se de uma espécie de catálogo de todos os equipamentos militares conhecidos. Os autores do manual provêm dos seguidores de Zeng Gongliang (曾公亮), Ding Du (丁度), e Yang Weide (楊惟德), e também foram influenciados por outras escritas militares da China. O livro explica a construção de catapultas e navios, além de possuir a fórmula da pólvora.

## História

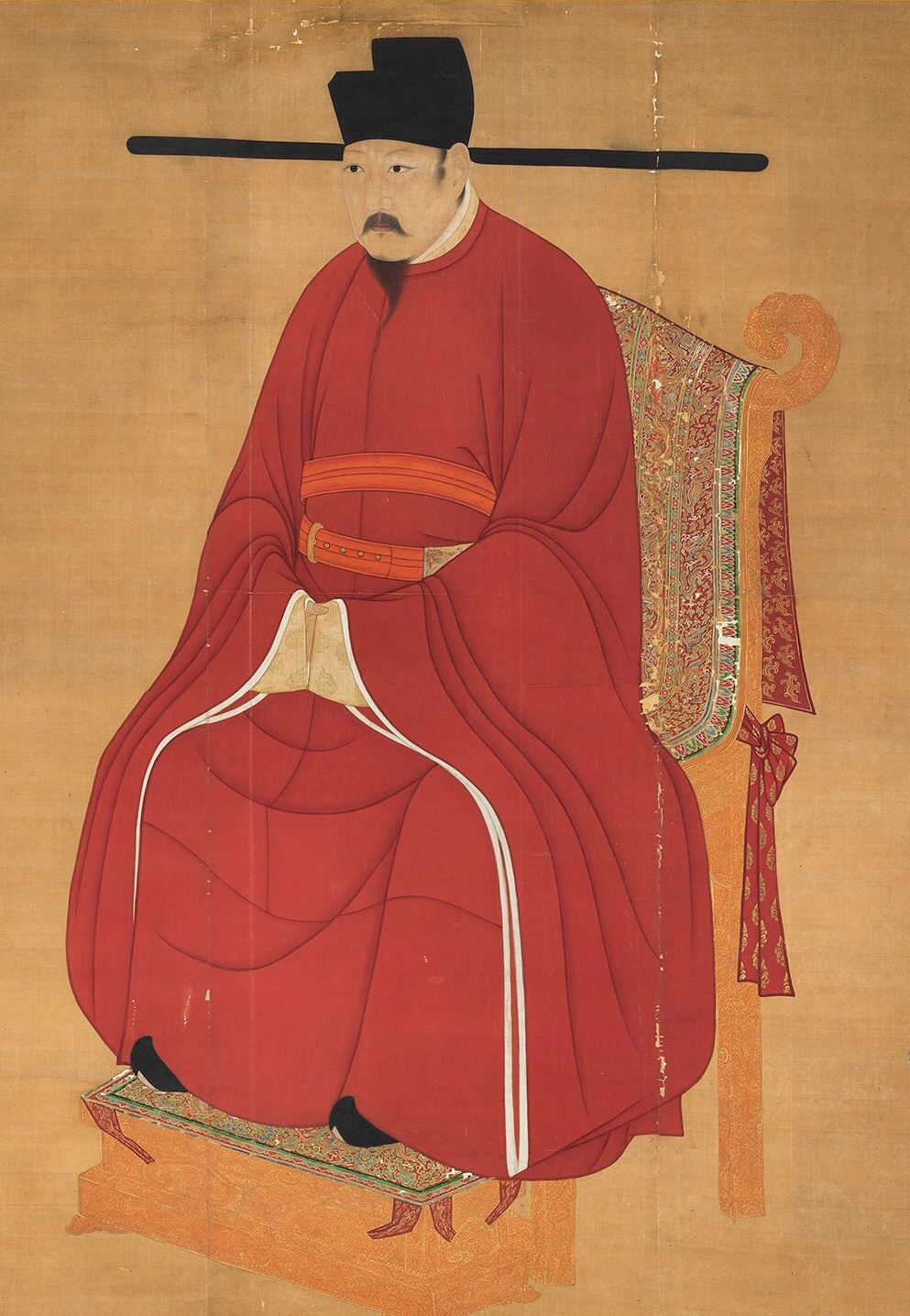
Imperador Renzong.

Sob a ordem do Imperador Renzong (1022-1063 d.C.), uma equipe de estudiosos chineses elaboraram o manual de Wujing Zongyao de 1040 à  1044, a fim de melhorar o conhecimento das técnicas marciais utilizadas em guerra. O editor-chefe era Zeng Gongliang, ele foi auxiliado pelo proeminente astrônomo Yang Weide e pelo erudito Ding Du. O Wujing Zongyao foi um dos então 347 manuais militares diferentes da Dinastia Song, do qual, somente o Wujing Zongyao, e o Huqianjing, de Xu Dong, em 1004 d.C, e mais alguns fragmentos de obras similares encontrados mais tarde no Yonglo Datian sobreviveram. O texto original da Wujing Zongyao foi mantido na Biblioteca Imperial, enquanto inúmeras cópias de mão-escrita foram distribuídas noutros locais, incluindo uma cópia dada a Wang Shao pelo Imperador Shenzong em 1069 d.C.. No entanto, com a demissão de  Kaifeng pelos invasores Jurchen s, em 1126 d.C, a enorme quantidade de livros da Biblioteca Imperial foi perdida, incluindo a cópia original do Wujing Zongyao. Após a perda da obra original, havia apenas uma escassa quantidade de exemplares sobreviventes, escritos à mão. A escassez se deve ao fato do livro ter sido mantido em segredo pelos administradores do governo, pois, se tivessem sido feitas muitas cópias, o manual poderia ter caído em mãos inimigas. A partir de uma cópia do Wujing Zongyao recém-publicado em 1231 d.C durante a dinastia Song do Sul, Depois, durante o Dinastia Ming (1368-1644 AD), em 1439 d.C surgiu um livro que possuía fragmentos do original  Wujing Zongyao, da edição de 1231, porém omitindo alguns materiais e combinando-o com outros dois livros, o prefácio deste livro escrito por Li Jin. Depois houve uma reimpressão de todo o Wujing Zongyao em 1510 d.C, esta versão completa sendo a mais antiga cópia existente disponível. Além disso, o historiador Joseph Needham afirma que esta edição de 1510 d.C é a mais confiável se comparada à versão original, uma vez que foi impressa a partir de blocos que foram re-esculpidos diretamente do rasteamentos da edição feita em 1231 d.C..
Após a edição de 1510, outras cópias foram feitas na Dinastia Ming. O que inclui uma cópia feita pelo Jiajing (edição de 1522-1566 d.C.), e o Wanli (edição de 1573-1619 d.C.).

## Ilustrações do Wujing Zongyao

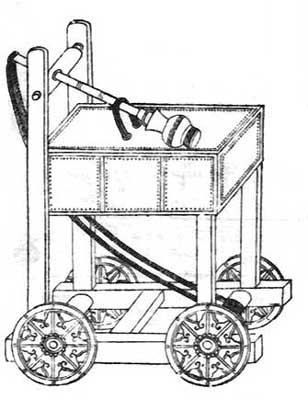
Ilustração de uma catapulta trabuco do Wujing Zongyao.
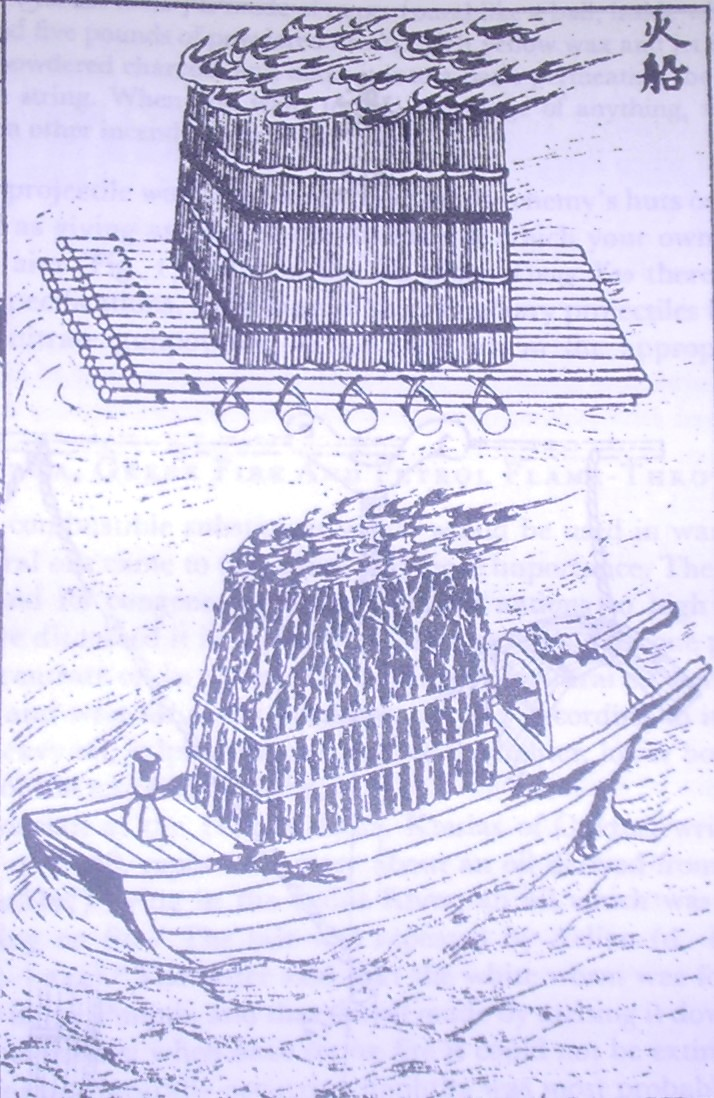
Barcos incendiários chineses.
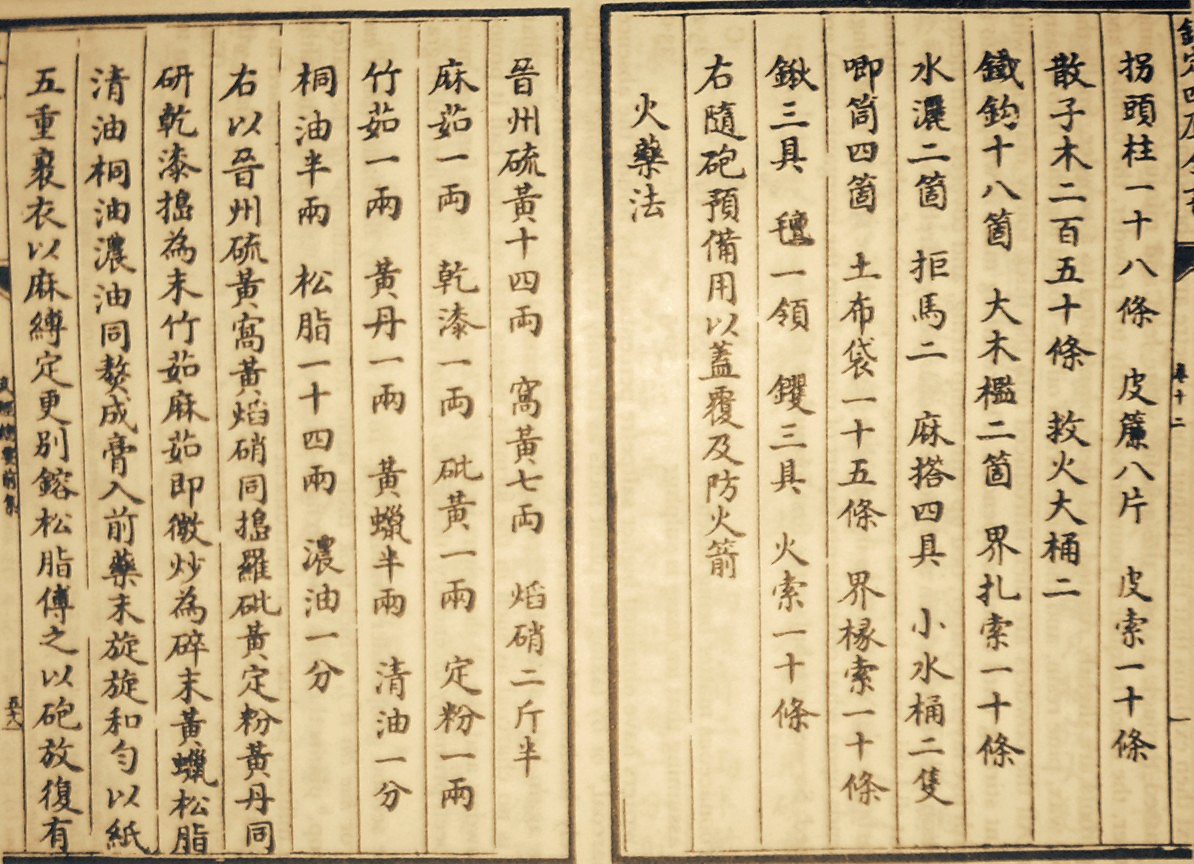
Uma página com a fórmula da pólvora do manuscrito Wujing Zongyao.
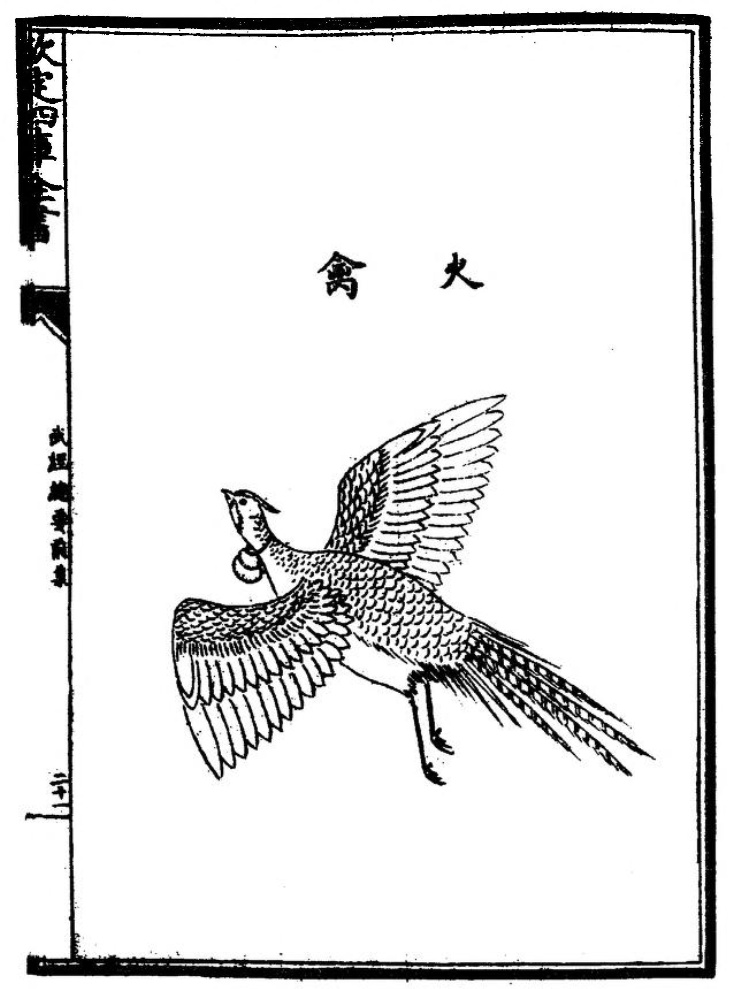
Um pássaro com um dispositivo incendiário em volta do pescoço.
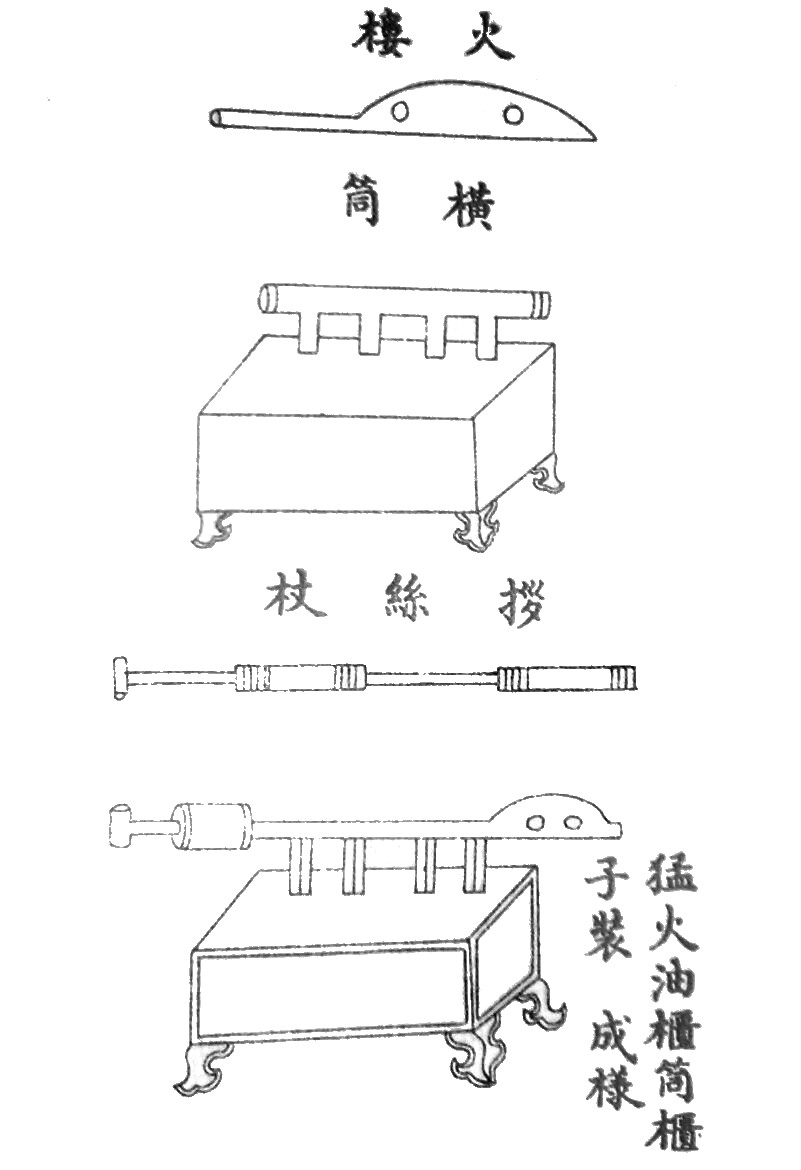
Um lança-chamas descrito no Wujing Zongyao.